# Бечки књижевни договор
Бечки књижевни договор је историјски споразум јужнословенских књижевника којим је ударен темељ заједничком српскохрватском језику, као и савременим књижевним језицима: бошњачком, хрватском и српском, који су настали на његовим основама.
Бечким књижевним договором је као основа за заједнички књижевни језик Јужних Словена узет народни говор Босне и Херцеговине (источнохерцеговачки дијалекат) и Дубровника (дубровачки говор), карактеристичан по штокавском наречју и ијекавском изговору.
Договор је постигнут у Бечу (Аустријско царство) 28. марта 1850. године између осморице јужнословенских књижевника, држављана Аустријске монархије, од којих су петорица били Хрвати, двојица Срби и један Словенац. Циљ окупљених језикословаца је био да се национални књижевни језици што је више могуће приближе, јер су сматрали да су сви јужни Словени један народ и стога треба да имају један књижевни језик:

## Позадина
Бечки књижевни договор је настао током израде службене политичке и правне терминологије за словенске народе аустријске царевине. Рад на изради те терминологије финансирало је министарство монархије, а плод тога рада требало је да олакша разумијевање у правним стварима на словенском југу царевине. И уштеду административних трошкова превођења на разне језике и дијалекте.
Иницијатор рада на терминологији је био Франц Миклошич, царски библиотекар и посланик у скупштини царевине, који је позвао представнике Срба и Хрвата да седну за сто и да се договоре.
Главни потписник споразума са српске стране био је Вук Стефановић Караџић, а са хрватске Иван Мажуранић. Као полазиште за српски или хрватски односно српскохрватски, послужио им је штокавски дијалекат, тачније говор Босне и Херцеговине и Дубровника. Сматра се да је „јужно наречје“, иако се највећим дијелом налазило изван граница Аустријске монархије, усвојено као основе књижевнога језика добрим делом захваљујући дугогодишњем залагању Вука Караџића. О самом састанку је мало познато, а верује се да је одржан у стану Вука Караџића на Унгаргасе 362 или у Герловићевој крчми.
Један од потписника, Иван Кукуљевић, период бечког договора описује као доба када је „Хрватска спавала у дубоком сну“, „сва интелигенција једино латински говорила“, „у женском друштву једини језик био њемачки“, а аристократија своје синове слала у Мађарску да уче мађарски.

## Објављивање
Текст Књижевног договора објавио је први Људевит Гај у својим Народним новинама 1850. године, број 76.

## Потписници
Потписници Бечког књижевног договора су:
- Иван Кукуљевић
- Димитрије Деметер
- Иван Мажуранић
- Вук Караџић
- Винко Пацел
- Франц Миклошич
- Стјепан Пејаковић
- Ђуро Даничић

Хрватски представници су били задовољни постигнутим договором јер је то било признање ренесансној дубровачкој књижевности, а Срби јер је представљао признање њиховој епској поезији.

## Последице
Ради приближавања књижевног језика, хрватски писци су изашли у сусрет одричући се кајкавштине и усвајајући штокавско наречје за књижевно, а српски књижевници напуштањем славено-сербског језика. Након тога, ради приближавања два писма, извршене су реформе латинице и ћирилице по фонетском принципу. Дотадашњи дијалекти Хрвата чакавски и кајкавски потиснути су у дијалекте другога реда у односу на устоличење штокавског говора као заједничког за Србе и Хрвате. У Србији је народни говор увођен уз велико противљење Српске православне цркве.
Двије године након бечког договора Деметер као технички уредник Гајевих Народних новина, чинећи крај језичкој расправи Караџића и Клуна, између осталога, вели:
Будимо задовољни тиме да нам је у новие вриеме за руком пошло књижевни језик оних који се данас за Сербље држе, с језиком оних који се Хрватима називају, тако изједначити, да није међу једнима и другима изван писменах у битности баш никакове разлике, тако да кои је вјешт читању у обим писменима, може исто тако зване херватске као и сербске књиге сматрати као своје, будимо тиме задовољни, рекох, а за остало да нас неболи глава.— Димитрије Деметер
Славни филолог Ватрослав Јагић, пишући о правопису, године 1864. вели да су Бечки књижевни договор начинили „најизврснији синови нашега народа, којима се и данас домовина поноси“. Људевит Гај је говорио: „Поносимо се и хвалимо Богу Великому, сто ми Хрвати с братјом Сербима један књижевни језик имамо.”